# Кельх, Варвара Петровна
Варвара Петровна Базанова-Кельх (25.04.1869—1959) — русская меценатка и благотворительница, потомственная почётная гражданка, почётный гражданин Иркутска, дочь Ю. И. Базановой, наследница семейного состояния сибирских промышленников Базановых.

## Биография
После смерти деда И. И. Базанова в 1883 получила равную вместе с матерью Ю. И. Базановой и дядей П. А. Сиверсом долю наследственного капитала. После смерти дяди стала наследницей огромной империи Базановых, включающей золотые прииски, винокуренные и солеваренные заводы, пароходства. В начале 1890-х вместе с матерью переехала в Москву.
Вместе с матерью Варвара Петровна вела широкую благотворительную деятельность. Участвовала практически во всех её пожертвованиях, была членом многочисленных благотворительных организаций в Иркутске, Москве, Петербурге. На её пожертвования учреждались стипендии, строились приюты и больницы. Будучи попечительницей иркутского Сиропитательного дома им. Е. Медведниковой, Варвара Петровна была удостоена золотой медали на Анненской ленте «за усердие», являлась почётной попечительницей Базановского воспитательного дома и Ивано-Матренинской детской больницы. В 1909 за значительные пожертвования ей было присвоено звание «Почетный гражданин Иркутска».
Вышла замуж за Николая Фердинандовича (Фёдоровича) Кельха, из небогатой дворянской семьи (24 апреля 1892 года). Николай Фёдорович Кельх был секретарём Комитета Общества для пособия недостаточным студентам Московского университета, учредил стипендию для нуждающегося студента юридического факультета. Брак оказался коротким — вскоре Николай умер, и в 1894 году Варвара Петровна вышла замуж за его младшего брата — Александра Фердинандовича. Александр Кельх был выпускником Московского университета, закончил Четвёртый московский кадетский корпус и находился на военной службе в чине корнета Отдельного корпуса под командованием графа Ф. Ю. Витте в Санкт-Петербурге. Александр Фердинандович был человеком небогатым и, оставаясь на государственной службе, все годы своего брака с Варварой Петровной являлся управляющим её делами, взяв на себя обязанности управляющего сибирских рудников и пароходств супруги, а также её петербургской недвижимостью. Известен тем, что ежегодно с 1898 по 1904 в качестве подарка супруге на Пасху покупал (правда, на деньги жены) одно яйцо Фаберже. Семья Базановых-Кельх владела второй по величине (как минимум 7 штук) коллекцией пасхальных яиц. Первенство, естественно, принадлежало собранию императорской семьи (30 у Марии Федоровны и 20 у Александры Федоровны).
В 1896 году супруги Кельх приобрели дом в Санкт-Петербурге по адресу Сергиевская улица, 28. На средства Варвары Петровны в том же году здание было перестроено приглашенными архитекторами Шёне, Чагиным и Шмидтом. Сама Варвара Петровна переехала на постоянное жительство в Санкт-Петербург только в 1898-м, активно занимаясь до этого благотворительной деятельностью в Москве: она являлась патроном Общества для пособия нужд сибиряков и сибирячек, учащихся в учебных заведениях Москвы, членом Московского общества бывших университетских воспитанников и почётным членом Общества для пособия недостаточным студентам Московского университета.
В 1904 году Варвара Петровна уехала в Париж, оставив супругу письмо с признанием, что всегда любила лишь его брата и вся её «жизнь сложилась наперекосяк». В 1910 супруги официально оформили развод, детей воспитывала бабушка — Юлия Базанова. Варвара Базанова осталась в эмиграции и в Россию больше не вернулась.
Александр Кельх после отъезда супруги взял на себя заботу не только о благотворительных заведениях Петербурга, попечительницей которых была жена, но и заботу о её матери, которая умерла в 1924 году на его руках. В 1930 году был арестован и умер в лагерях.
Варвара Петровна прожила долгую жизнь и скончалась в Париже в 1959. Похоронена на русском кладбище в Сен-Женевье де Буа. Некоторые драгоценности Варвары Кельх попали в частные коллекции и экспонируются в разных музеях мира.